# Berliner Büchertisch

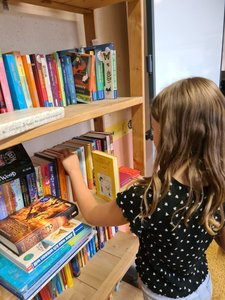
Projekt „Ein Kind, ein Buch“

Der Berliner Büchertisch ist ein als gemeinnütziger Verein und Genossenschaft organisiertes Projekt. Schwerpunktmäßig nimmt das Projekt Bücher und andere Medien entgegen und führt zudem Leseförderprojekte durch, die bei Kindern die Begeisterung für Bücher und das Thema Lesen wecken sollen. Ein Teil der gespendeten Bücher wird an Schulbibliotheken, Jugendeinrichtungen und andere Einrichtungen weitergependet. Im Jahr 2004 in Berlin-Kreuzberg entstanden, ist der Berliner Büchertisch seit 2017 Teil des Neuköllner Kiezes Rixdorf.

## Verein
Der Berliner Büchertisch e. V. ist ein eingetragener gemeinnütziger Verein mit Sitz in Berlin-Neukölln, der sich in den Bereichen Leseförderung, soziales Miteinander und lokaler Zusammenhalt engagiert. Das ‚Buch‘ und das Thema ‚Lesen‘ stehen dabei im Mittelpunkt der Vereinsarbeit. Mit niedrigschwelligen, außerschulischen Angeboten wie Bilderbuchkino, Kamishibai-Erzähltheater, Lese-, Erzähl- und Kreativangeboten will der Verein Kindern und Familien Freude am Lesen vermitteln und gleichzeitig Lese- und Schreibkompetenz fördern. Durch die Buchabgabe vieler privater Spender unterstützt, kann der Verein einerseits als Mittler fungieren, um die Bücher an bedürftige Institutionen (insb. Schulen, Kitas und weitere gemeinnützige Institutionen) und Privatpersonen weiterzugeben, andererseits werden die gespendeten Bücher genutzt, um die inhaltlichen Leseförder-Projekte – durchgeführt mit pädagogischen Fachpersonal – umzusetzen. Der Verein legt dabei den Schwerpunkt insbesondere auf seine Netzwerk- und Bildungsarbeit im lokalen Umfeld in Berlin-Neukölln, engagiert sich aber auch berlinweit. Zielgruppen für die außerschulische Bildungsarbeit sind in erster Linie bildungsferne, aber auch alle anderen Akteure im Kiez, hier insbesondere Kinder und Jugendliche, ihre Familien und Geflüchtete.

## Genossenschaft
2013 gründeten 40 angestellte und ehrenamtliche Mitarbeiter des Büchertischs eine Genossenschaft, die neben dem Verein besteht. In der Genossenschaft werden Bücher in einem Second Hand Buchladen in Kreuzberg (Gneisenaustraße 7a), einem kleinen Flohmarktladen in Neukölln-Rixdorf (Richardstraße 83) sowie online verkauft.

## Geschichte
Die Gründung erfolgte 2004 auf Initiative von Ana Lichtwer. 2005 eröffnete die Filiale am Mehringdamm in Kreuzberg, 2011 die Filiale in der Gneisenaustraße. 2013 gründeten angestellte und ehrenamtliche Mitarbeiter des Büchertischs eine Genossenschaft, nachdem die Gründerin und damalige Geschäftsführerin sich aus dem Projekt zurückzog. 2014 eröffnete die Filiale in der Wühlischstraße in Friedrichshain, deren Gründung über ein Crowdfunding finanziert wurde. 2017 wurden dem Büchertisch die Räume am Mehringdamm gekündigt, woraufhin der Laden am Mehringdamm unter großem Medieninteresse schließen musste. Das Projekt zog nach längerer Suche nach Neukölln-Rixdorf. 2023 war der Berliner Büchertisch Mitbegründer des Verbands für dezentrale Stadtteilarbeit Rixdorf.

## Arbeit

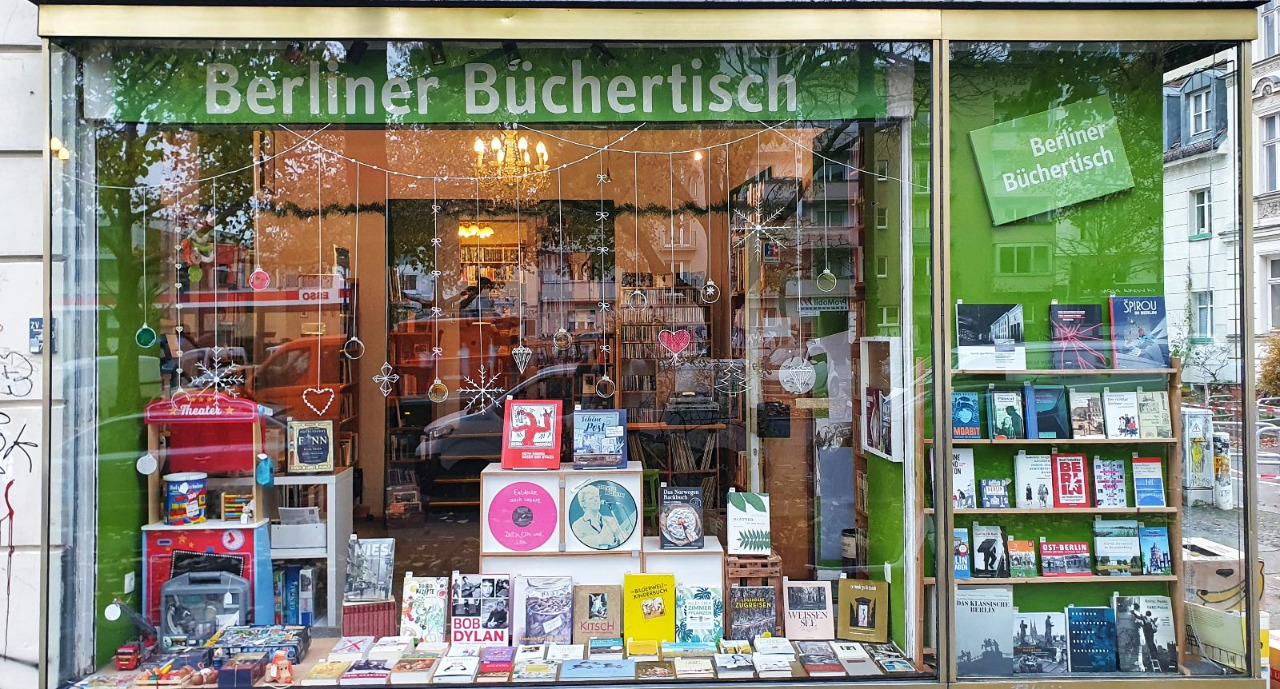
Second Hand-Buchladen Gneisenaustr

Das Projekt lebt von Büchern und anderen Medien (CDs, LPs, Brettspielen) zumeist privater Haushalte, aber auch kultureller Einrichtungen (Verlage, Galerien, Medienagenturen, Auktionshäuser, literarische Zentren etc.). Die Medien können in der Buchannahmestelle in Neukölln abgegeben werden. Unter bestimmten Bedingungen werden die Bücher auch in Berlin kostenlos abgeholt. Ein Teil der Bücher wird kostenlos an Berliner Einrichtungen wie Schulbibliotheken, Kindereinrichtungen, Gefängnisbibliotheken, u. a. weitergereicht oder an Verschenkorten ausgelegt. Dazu können Einrichtungen Spendenanfragen stellen. Der andere Teil wird in zwei eigenen Läden sowie im Onlineshop verkauft. Kinder erhalten im Rahmen des Projekts „Ein Kind, ein Buch“ bei jedem Besuch in den Läden grundsätzlich ein Buch ihrer Wahl geschenkt. Pro Jahr spendet der Verein etwa 30.000 Bücher thematisch und alterssortiert an Kinder- und Jugendeinrichtungen, Vereine und Buchverschenkorte.

## Projekte
Leseförderung
Der Berliner Büchertisch setzt sich für die Leseförderung in Berlin und Brandenburg ein. Hierzu sind Projekte wie der „Berliner Lesetroll“, der die Verteilung von Lesekoffern an Berliner Schulen beinhaltet, und die Aktion „Ein Herz für Schulbibliotheken“ ins Leben gerufen worden. Kooperationen mit Schulen, Schulbibliotheken und anderen Kindereinrichtungen ermöglichen die direkte Leseförderung für Kinder in Berlin und Brandenburg. Das Projekt „Berliner Lesetaube“ vergibt jährlich Lesestipendien an Kinder aus sozial benachteiligten Familien. Und mit dem Berliner Büchertaxi werden an Nikolaus, Weihnachten und Aktionstagen Büchergeschenke an Kinder z. B. in Gemeinschaftsunterkünften ausgefahren.
Veranstaltungen
Es finden regelmäßig Veranstaltungen und Lesungen für Familien, Schulklassen und Kitas im Projektraum des Berliner Büchertischs in Neukölln-Rixdorf statt. Seit 2022 organisiert der Verein außerdem ein jährliches Lesefest in Neukölln-Rixdorf mit Lesungen für Kinder und Erwachsene. Am Büchertisch gelesen haben u. a. Marion Brasch, Olaolou Fajembola und Paul Bokowski.

## Öffentliche Bücherschränke

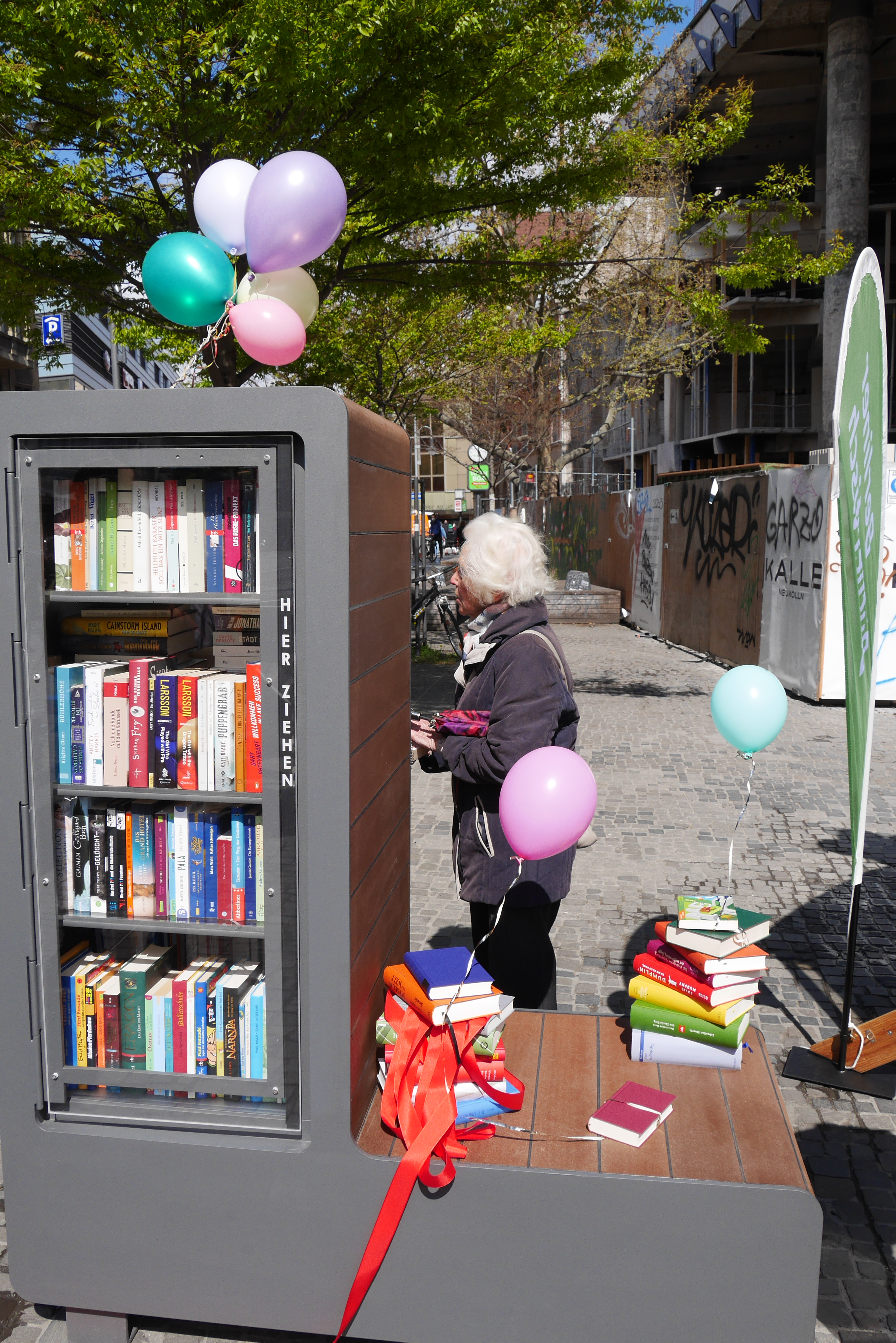
Bücherschrank Alfred-Scholz-Platz

Der Büchertisch unterhält und unterstützt verschiedene öffentliche Bücherschränke.
- Bücherverschenkschrank am Alfred-Scholz-Platz in Neukölln[8]
- Kinderbuchregal mit Kinder- und Jugendbüchern sowie Brettspielen in Neukölln-Rixdorf, Richardstr 83
- Bücherschrank an der Gertraudenstraße (Fischerinsel)[9]
- Regal in der Pistoriusstraße 16, Weißensee (in Kooperation mit reha e. V.)
- Regal Brückenstraße 12, Rüdersdorf (in Kooperation mit reha e. V.)